# Poiana Negustorului
Poiana Negustorului – wieś w Rumunii, w okręgu Bacău, w gminie Blăgești. W 2011 roku liczyła 875 mieszkańców.